# Хиломикрон

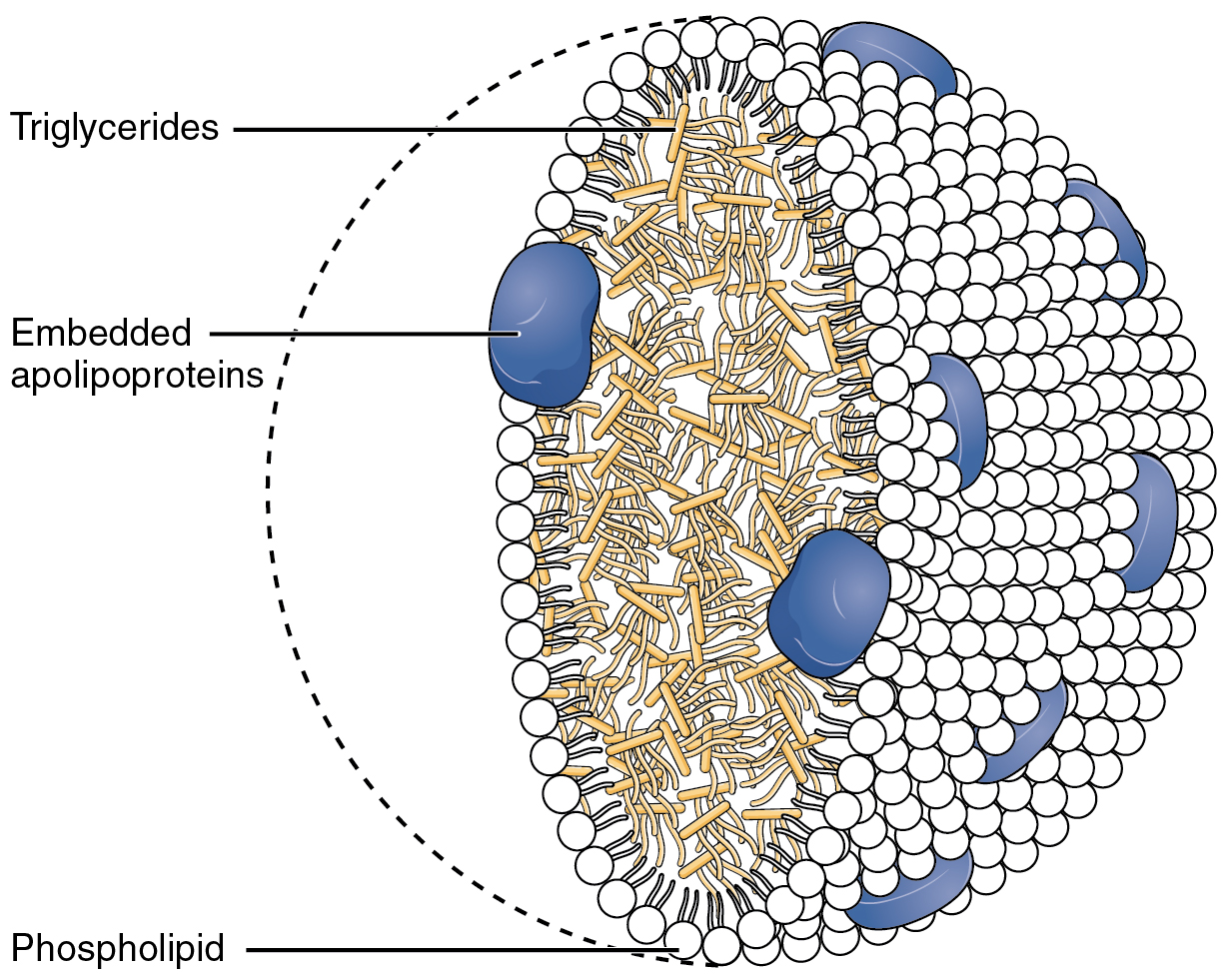
Схема строения хиломикрона: синим обозначены аполипопротеины, белым в оболочке — фосфолипиды, внутри сферы содержатся холестерин и триглицериды.

Схематическое строение и состав хиломикрона: ApoA, ApoB, ApoC, ApoE — аполипопротеины; T — триглицериды; C — холестерин; зелёным обозначены фосфолипиды.

Хиломикроны (англ. chylomicron (ед.ч.), англ. chylomicra (мн.ч.)) — класс липопротеиновых частиц, образующихся в тонком кишечнике в процессе всасывания экзогенных липидов. Это самые большие из частиц липопротеинов, достигающие размера от 75 нм до 1,2 микрона в диаметре. Хиломикроны синтезируются клетками кишечника и секретируются в лимфатические сосуды, после чего попадают в кровь.

## Биохимический состав
Образующиеся хиломикроны состоят на 85 % из триглицеридов, поэтому вместе с липопротеинами очень низкой плотности их относят к триглицерид-богатым липопротеинам. Кроме триглицеридов хиломикроны содержат также холестерин и эфиры холестерина. При секреции единственным белком в составе хиломикрон является апоB-48, изоформа аполипопротеина B. АпоB-48 частично покрывает поверхность хиломикрона и, таким образом, обеспечивает стабильность частицы в процессе циркуляции.

## Метаболизм
В процессе циркуляции в лимфе, а затем в крови с липопротеинов высокой плотности (ЛПВП) на формирующиеся хиломикроны переносятся аполипопротеины C-II и E (апоC-II и апоE). После этого зрелые хиломикроны подвергаются расщеплению под действием липопротеинлипазы, находящейся на стенке внепечёночных сосудов. При этом образующиеся жирные кислоты проникают в ткань (жировая ткань, мышцы и другие), а активатор липопротеинлипазы апоC-II вновь уходит на ЛПВП. Размер частицы хиломикрона уменьшается и хиломикрон превращается в остаток. Остаток хиломикрона быстро поглощается печенью за счёт рецепторного связывания (через рецептор липопротеинов низкой плотности) эндотелия с апоE и последующего эндоцитоза, где окончательно деградирует. Таким образом, хиломикроны обеспечивают перенос (транспорт) пищевых липидов от кишечника до печени (определённая часть липидов при этом попадает и в другие ткани).
В 2024 г. был одобрен олезарсен для лечения синдрома семейной хиломикронемии.